# Crocodile de Cuba
Crocodylus rhombifer
Espèce
Synonymes
- Crocodilus planirostris Graves,1819
- Crocodilus gravesii Bory,1824

Statut de conservation UICN

 CR A2cde : 
En danger critique
Statut CITES
Crocodylus rhombifer, le Crocodile de Cuba, est une espèce de crocodiliens de la famille des Crocodylidae.

## Répartition

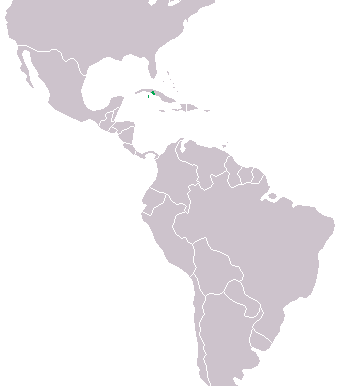
Distribution

Cette espèce est endémique de Cuba. Elle se rencontre dans la Cienaga de Zapata et la Cienaga de Lanier.
Des fossiles ont été retrouvés aux îles Caïmans, aux Bahamas, et en République Dominicaine .

## Habitat
Il fréquente les eaux douces et supporte assez bien l'eau salée.

## Description
Cette espèce peut atteindre les 3,5 mètres de long, des individus de 5 mètres ont été signalés. Il est très similaire à Crocodylus acutus.
Les adultes chassent principalement des poissons et des tortues; à l'occasion, il s'attaque à des petits mammifères.

## Conservation
Les populations actuelles sont faibles : 3 000 à 6 000 individus. Les programmes de protection et d'élevage réalisé dès les années 1960 ont permis une amélioration de ses effectifs mais l'avenir de l'espèce demeure toujours problématique. Il souffre notamment de l'introduction d'espèce exogène comme le Caiman crocodilus fuscus ainsi que du braconnage et de la destruction de son habitat. De plus, les connaissances sur son écologie et sa biologie sont trop fragmentaires pour entreprendre des programmes de réintroduction.
Une des fermes d'élevage a obtenu l'accord de la CITES pour la commercialisation des peaux. Mais ces élevages ont conduit à l'apparition d'hybrides qui, une fois relâchés dans la nature, constituent également une menace sur l'avenir de l'espèce. L'isolation stricte des hybrides a été suggérée pour éviter la pollution génétique de l'espèce.
Avant la révolution cubaine, les crocodiles n'étaient pas protégés par la loi et étaient victimes de braconnages des populations locales très pauvres. En 1959, Fidel Castro s'engage à améliorer les conditions de vie de ces populations et leur demande en retour de ne plus braconner. Les crocodiles sont aujourd'hui protégés du braconnage par des gardiens.

Crocodiles cubains
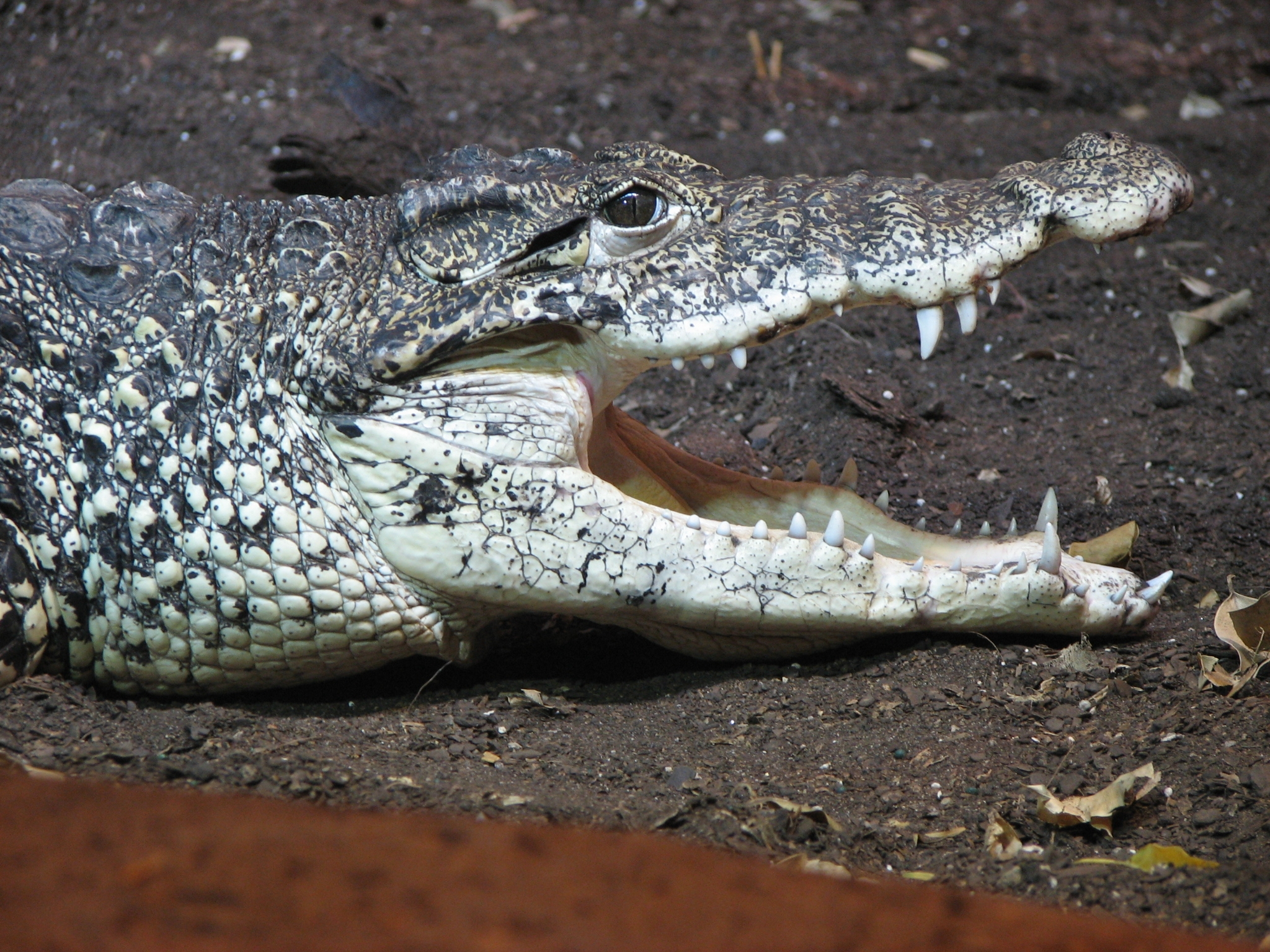
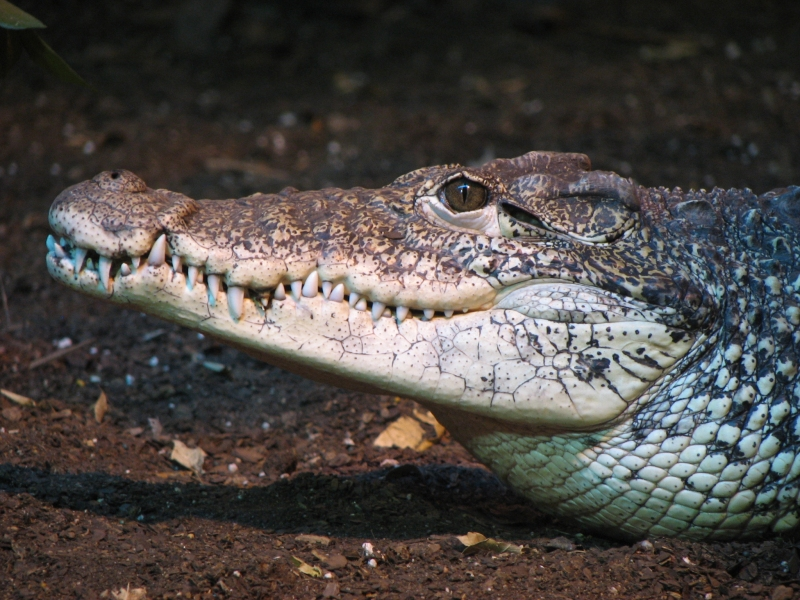
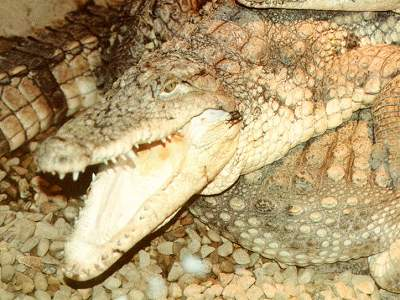

Le rapprochement du pouvoir politique de Cuba avec les États-Unis, mené par Raúl Castro et l'administration de Barack Obama, a amené les autorités à prévoir une augmentation de la fréquentation de l'île de trois à sept millions de touristes, ce qui pourrait faire courir un risque environnemental important sur l'habitat des crocodiles.

## Étymologie
Le nom de l'espèce, rhombifer, semble évoquer la forme des flancs de l'animal.

## Publication originale
- Cuvier, 1807 : Sur les différentes espèces de crocodiles vivants et sur leurs caractères distinctifs. Annales du Muséum National d'Histoire Naturelle, vol. 10, p. 8-86 (texte intégral).